# Alaska.de
Alaska.de è un film del 2000 diretto da Esther Gronenborn.